# Штаде – Тойченталь (олефінопровід)
Штаде — Тойченталь — призначений для транспортування етилену та пропілену трубопровід на півночі Німеччини.
З 1970-х років на південному березі естуарію Ельби у Штаде діяв потужний хімічний майданчик концерну Dow Chemical, роботу якого забезпечували портовий термінал, а також підземне сховище олефінів в Ohrensen. А в середині 1990-х цей же концерн придбав розташований у східних землях країни нафтохімічний комплекс Белен-Шкопау-Лойна. В межах розгорнутої на останньому широкомасштабної модернізації організували шлях транспортування додаткових обсягів етилену та пропілену, імпортованих через Штаде, до підземного сховища олефінів у Тойченталь.
Введений в експлуатацію 2003 року трубопровід має довжину 365 км, діаметр 250 мм та призначений для транспортування етилену в надкритичній фазі. Більша частина його маршруту пролягла в існуючому трубопровідному коридорі, що дозволило реалізувати проект за доволі помірних витрат — 120 млн євро.
Трубопровід розрахований на постачання у східному напрямку до 300 тисяч тонн етилену на рік (конкретні об'єми залежать від фактичного виробництва та споживання олефінів комплексом Белен/Шкопау). При цьому на етапі проектування враховували також плани спорудження в Белені другої потужної (900 тисяч тонн етилену на рік) установки парового крекінгу, після чого олефінопровід повинен був перейти в реверсний режим для подачі олефінів на експорт через термінал у Штаде. Втім, станом на 2018-й рік плани нової піролізної установки у Белені не реалізувались.
Можливо відзначити, що Штаде — Тойченталь став центральною ділянкою ланцюжка етиленопроводів, що простягнувся від крекінг-установки в Хайде (земля Шлезвіг-Гольштейн) аж до Чехії.